# 이각 (조선)
이각(李珏, 생년 미상 ~ 1592년 음력 5월 14일)은 조선 중기의 관리이다. 본관은 함평.

## 생애
이각은 술 주정이 심하여 검속하지 않았으나 공을 보면 반드시 성기(聲氣)를 거두어 온화함이 장사(莊士)와 같았다.

### 임진왜란
1592년 임진왜란 개전 당시 경상좌도 병마절도사(약칭은 경상좌병사)였다. 울산 북쪽 병영에 주둔했지만, 부산진 전투에는 시간내에 도착하지 못하고, 동래성 전투에는 성 수비를 동래부사 송상현에 맡겨 탈출하였다. 경주성 전투 전엔 임지와 군을 버리고 달아난 죄를 추궁 받았다. 한성부 함락 이후엔 임진강에 주둔한 도원수 김명원의 진중으로 도주하다 체포되어 음력 5월 14일에 선조는 선전관을 보내 이각을 참수시켰다.

## 가계
- 고조부: 이종생(李從生)
  - 증조부: 이양(李良)
    - 할아버지: 이세번(李世蕃)
      - 아버지: 부사 이윤실(李允實)
      - 어머니: 전주 이씨 - 종실 임회수(臨淮守) 이수(李樹)의 딸, 양녕대군의 후손
        - 형: 이관(李瓘, 1523년 ~ 1596년)
        - 형수: 전주 이씨 - 종실(宗室) 흥암수(興巖守) 이귀년(李龜年)의 딸
          - 조카: 이효원(李效元, 1549년 ~ 1629년) - 효원의 후손으로는 이유수(李儒秀), 김삿갓의 모친 등이 있다.
            - 종손: 이정(李瀞)
            - 종손: 이해(李澥, 생년 미상 ~ 1670년)

          - 조카: 진사공(進士公) 이복원(李復元)

## 관련 작품

### 드라마
- 《징비록》(KBS, 2015년, 배우:박우열)

## 참고 문헌
- 선조수정실록